# Симэн, Надриан
Надриан (Нед) Симэн (англ. Nadrian С. Seeman; 16 декабря 1945, Чикаго, США — 16 ноября 2021) — американский биохимик, известный как создатель направления нанотехнологии на основе ДНК.

## Биография
Родился в 1945 году в Чикаго, интерес к науке появился благодаря школьному учителю биологии. В 1966 году получил степень бакалавра в Чикагском университете, где изучал медицину. В 1970 году получил степень доктора философии по кристаллографии и биохимии в Питтсбургском университете. Занимал позицию постдока в Колумбийском университете и Массачусетском технологическом институте, где работал под руководством Александра Рича. В 1977 году стал сотрудником биологического факультета Университета штата Нью-Йорк в Олбани, о работе на котором позже высказывался весьма критично: «Единственное, что было хуже, чем искать работу, — найти эту». В 1988 году перешёл на химический факультет Нью-Йоркского университета, где провёл всю дальнейшую карьеру.
Научные работы посвящены кристаллографии и нанотехнологии. С начала 1970-х годов начал заниматься кристаллографией макромолекул. В 1982 году показал, что можно создавать упорядоченные структуры на основе молекул ДНК, используя так называемые структуры Холлидея. В 1991 году синтезировал молекулу ДНК со структурой в форме рёбер куба, в вершинах которого располагались структуры Холлидея. В 1998 году совместно с Эриком Уинфри и другими сотрудниками создал двумерную мозаичную структуру ДНК, которая формировалась в результате самосборки по некоторому алгоритму, что можно рассматривать как своего рода вычислительную процедуру. С этого времени нанотехнологии на основе ДНК испытали бурное развитие, включая подход ДНК-оригами, в развитие которого участвовал и Симэн.

## Награды и признание
Среди наград:
- Премия Фейнмана по нанотехнологиям (1995)
- Медаль Уильяма Николса[англ.] (2008)[5]
- Лекция имени Александра Рича (2010)[6]
- Стипендия Гуггенхайма (2010—11) [7]
- Премия Кавли (2010)[8]
- Медаль Бенджамина Франклина (2016)

Являлся членом Американской академии искусств и наук и Американской ассоциации содействия развитию науки, иностранным членом Норвежской академии наук (2010).

## Основные публикации
- Kim S.H., Suddath F.L., Quigley G.J., McPherson A., Sussman J.L., Wang A.H.J., Seeman N.C., Rich A. Three-dimensional tertiary structure of yeast phenylalanine transfer RNA // Science. — 1974. — Vol. 185. — P. 435-440. — doi:10.1126/science.185.4149.435.
- Seeman N.C., Rosenberg J.M., Rich A. Sequence-specific recognition of double helical nucleic acids by proteins // Proceedings of the National Academy of Sciences. — 1976. — Vol. 73. — P. 804-808. — doi:10.1073/pnas.73.3.804.
- Seeman N.C. Nucleic acid junctions and lattices // Journal of Theoretical Biology. — 1982. — Vol. 99. — P. 237-247. — doi:10.1016/0022-5193(82)90002-9.
- Chen J., Seeman N.C. Synthesis from DNA of a molecule with the connectivity of a cube // Nature. — 1991. — Vol. 350. — P. 631–633. — doi:10.1038/350631a0.
- Winfree E., Liu F., Wenzler L., Seeman N.C. Design and self-assembly of two-dimensional DNA crystals // Nature. — 1998. — Vol. 394. — P. 539–544. — doi:10.1038/28998.
- Mao C., Sun W., Shen Z., Seeman N.C. A nanomechanical device based on the B–Z transition of DNA // Nature. — 1999. — Vol. 397. — P. 144–146. — doi:10.1038/16437.
- Seeman N.C. DNA in a material world // Nature. — 2003. — Vol. 421. — P. 427–431. — doi:10.1038/nature01406.
- Seeman N.C. Nanomaterials based on DNA // Annual Review of Biochemistry. — 2010. — Vol. 79. — P. 65-87. — doi:10.1146/annurev-biochem-060308-102244.
- Seeman N.C., Sleiman H.F. DNA nanotechnology // Nature Reviews Materials. — 2017. — Vol. 3. — P. 17068. — doi:10.1038/natrevmats.2017.68.